# Noumeroi

Les noumeroi (en grec Νούμεροι, masculin pluriel) ou noumera ([τὰ] Nούμερα, tous deux du latin numerus soit « nombre » dans le sens de « régiment ») est une unité d'infanterie byzantine. Elle sert d'unité de garnison à Constantinople. Sa principale mission consiste en la protection du Grand Palais et de la Noumera, une prison de la cité.

## Histoire et fonctions
L'origine et la date de la création de cette unité sont inconnues. Sa première mention certaine date du règne de Michel III (842-867) : elle est mentionnée dans le Taktikon Uspensky de 842-843, et le nom d'un de ses commandants, Léon Lalakon, a aussi survécu et date de la même période,,. John B. Bury analyse un sceau des VIIe et VIIIe siècles mentionnant un droungarios tou nou[merou?] comme une indication de l'existence d'une unité plus ancienne que celle du IXe siècle ; toujours selon Bury, en se fondant sur la nomenclature de ses officiers subalternes, son origine pourrait venir de l'armée de l'Empire romain d'Orient du VIe siècle. Quant à John Haldon, il trace son origine hypothétique à la fin du VIIe siècle. L'unité perdure jusqu'au XIe siècle, date à laquelle elle n'est plus mentionnée, ce qui laisse supposer qu'elle est dissoute,.
Le nom précis de l'unité reste incertain : dans la littérature byzantine, il est uniquement attesté au génitif pluriel (τῶν Νουμέρων), ce qui ne permet pas de trancher entre noumeroi (Νούμεροι) ou noumera (Νούμερα) — les spécialistes ont depuis le siècle dernier utilisé l'une ou l'autre forme. Le terme noumeros (venant du latin, numerus, qui peut aussi se traduire en grec par arithmos) est un nom commun désignant une unité militaire régulière d'une taille indéterminée pendant l'Antiquité tardive. C'est seulement plus tard, au VIIIe voire au IXe siècle, que le terme désigne une unité spécifique. Le régiment donne à son tour son nom à la Noumera, un bâtiment adjacent à l'Hippodrome et qui lui sert de baraquement ainsi que de prison. L'historien français Rodolphe Guilland identifie la Noumera du IXe siècle à la prison connue sous le nom de Prandiara à une époque plus ancienne,.
Les noumeroi font partie des tagmata impériaux, des régiments professionnels de l'armée byzantine basés à l'intérieur ou aux alentours de Constantinople. À la différence de la plupart des autres tagmata, les noumeroi sont composés d'infanterie et ne quittent jamais Constantinople, devant remplir le rôle de gardes dans la cité. Ils doivent notamment surveiller la prison de Noumera ainsi que le Grand Palais de Constantinople aux côtés d'autres tagmata comme celui de la Vigla, une unité de cavalerie qui accompagne l'empereur en campagne, ou des arithmos, une autre unité d'infanterie dirigée par le comte ou le domestique des Murs (komēs/domestikos ton teichōn),,. L'unité des arithmos est très proche de celle des noumeroi : elles partagent une fonction commune et ont la même structure interne,. Au moins jusqu'au règne de Michel III, les deux commandements semblent être assurés par un même officier, à l'époque par un certain Niképhoritzès,. Le comte et ses soldats sont d'abord chargés de la défense du Mur d'Anastase avant d'être responsables comme les noumeroi de la défense de la prison de Chalkè et du Grand Palais,.

## Structure
Comme la plupart des tagmata, le commandant des noumeroi porte le titre de « domestique » (domestikos tōn Noumerōn, δομέστικος τῶν Νουμέρων), souvent réduit en ho noumeros (ὁ νούμερος). En se fondant sur les sceaux encore existant, il détient souvent les rangs de spathaire et de protospathaire au IXe siècle,. Comme les autres commandants de tagmata, le domestique des noumeroi joue un rôle important dans les cérémonies de la cour et est associé à la faction des Bleus ainsi qu'à l'importante tagma des Scholai, alors que le domestique des Murs est associé à la faction des Verts et à la deuxième plus importante des tagmata, celle des excubites.
À l'image des autres tagmata, le domestique est assisté par un topotērētē ((τοποτηρητής, « lieutenant »), un secrétaire nommé chartoularios (χαρτουλάριος) et un messager en chef nommé prōtomandatōr (πρωτομανδάτωρ). Les officiers subalternes possèdent des titres issus de l'Antiquité tardive soit : tribounoi (τριβοῦνοι) et vikarioi (βικάριοι) correspondant aux komētēs (comte) et kentarchoi (centurions) des autres tagmata. Il existe aussi plusieurs messagers (μανδάτορες, mandatores) et portiers (πορτάριοι, portarioi), ces derniers servant à remplir la mission de gardiens de prison conférée à l'unité.